# Aliturus gracilipes
Aliturus gracilipes là một loài bọ cánh cứng trong họ Cerambycidae.